# Threshold
För andra betydelser, se Threshold (olika betydelser).
Threshold är en tv-serie inom genren science fiction som handlar om en första kontakt med okända utomjordingar. Ett team med experter samlas ihop när amerikanska flottan upptäcker att ett utomjordiskt skepp har landat i Atlanten. Skapare av TV-serien är Bragi F. Schut. 
Serien visades, på CBS, först på fredagskvällar där den hade relativt bra tittarsiffror, men den flyttades till tisdagar med tanken att öka antalet tittare. Planen gick inte som den var tänkt, då det minskade rejält redan vid första tisdagsvisningen den 22 november 2005. CBS ställde därför in serien redan dagen efter. Det är i dag inte klart huruvida resterande avsnitt på säsong 1 kommer att visas. TV4 Plus visar serien sedan november 2005. 

## Roller
- Doktor Molly Anne Caffrey (Carla Gugino)
- J.T. Baylock (Charles S. Dutton)
- Nigel Fenway (Brent Spiner)
- Lucas Pegg (Robert Patrick Benedict)
- Cavennaugh (Brian Van Holt)
- Arthur Ramsey (Peter Dinklage)

## Avsnitt
| Avsnitt | Produktions- nummer | Sändes (USA)      | Sändes (Storbritannien) | Sändes (Sverige) | Titel                              | Lånade organisationer och identiteter |
| ------- | ------------------- | ----------------- | ----------------------- | ---------------- | ---------------------------------- | ------------------------------------- |
| 1-1     | 101                 | 16 september 2005 | Okänt                   | 26 november 2005 | "Trees Made of Glass" (del 1 av 2) |                                       |
| 1-2     | 102                 | 16 september 2005 | Okänt                   | 3 december 2005  | "Trees Made of Glass" (del 2 av 2) |                                       |
| 1-3     | 103                 | 23 september 2005 | Okänt                   | 10 december 2005 | "Blood of the Children"            | U.S. Marshals                         |
| 1-4     | 104                 | 30 september 2005 | Okänt                   | 7 januari 2006   | "The Burning"                      |                                       |
| 1-5     | 106                 | 7 oktober 2005    | Okänt                   | 14 januari 2006  | "Shock"                            | Homeland Security                     |
| 1-6     | 105                 | 14 oktober 2005   | Okänt                   | 21 januari 2006  | "Pulse"                            | DEA                                   |
| 1-7     | 107                 | 21 oktober 2005   | Okänt                   | 28 januari 2006  | "The Order"                        | CDC:s medicinska officerer            |
| 1-8     | 108                 | 4 november 2005   | Okänt                   | 4 februari 2006  | "Revelations"                      | En tidning                            |
| 1-9     | 109                 | 22 november 2005  | Okänt                   | 11 februari 2006 | "Progeny"                          | DHS, FBI, CDC, affärsanställda        |
| 1-10    | 110                 | Ej visad          | 11 januari 2006         | 18 februari 2006 | "The Crossing"                     |                                       |
| 1-11    | 111                 | Ej visad          | 18 januari 2006         | 25 februari 2006 | "Outbreak"                         |                                       |
| 1-12    | 112                 | Ej visad          | 25 januari 2006         | 4 mars 2006      | "Vigilante"                        |                                       |
| 1-13    | 113                 | Ej visad          | 1 februari 2006         | 11 mars 2006     | "Alienville"                       | Gift par                              |

Organisationer och identiteter lånas ständigt i serien, för att inte ge sken av den verkliga Threshold-organisationen.
Från avsnitt 1-10 visades avsnitten enbart på brittiska Sky One. De svenska sändningsdatumen avser när TV4 Plus sände dem.

## Produktionsmedarbetare
Huvudproducenter: Brannon Braga, David S. Goyer, David Heyman

## Regi
Norberto Barba, John Showalter, David S. Goyer, m.fl.

## Manus
Amy Berg, Brannon Braga, Bragi F. Schut, Mike Sussman, m.fl.
Se även epguides för detaljerad avsnittsinformation på engelska.